# 6 juin en sport
6 mai 6 juillet
Chronologies thématiques
- Croisades
- Ferroviaires
- Disney

Le 6 juin (157e jour de l'année ou 158e en cas d'année bissextile) en sport.

## Évènements

### XIXesiècle
- 1889 :
  - (Football) : en Allemagne, fondation du club de BFC Viktoria 89 Berlin, c'est le quatrième club de football dans la capitale allemande.

### XXesièclede1901à1950
- 1908 :
  - (Football) : début de la première tournée européenne de l'équipe d'Angleterre de football. Les Anglais s'imposent 6-1 à Vienne face à l'Autriche.
- 1909 :
  - (Football) : les Young Boys de Berne remporte le Championnat de Suisse.
- 1915 :
  - (Football) : le FC Brühl St-Gall remporte le Championnat de Suisse.
- 1937 :
  - (Sport automobile) : Grand Prix automobile de Rio de Janeiro.
- 1946 :
  - (Basket-ball) : création de la NBA, la ligue professionnelle de basket-ball nord-américaine.

### XXesièclede1951à2000
- 1960 :
  - (Athlétisme) : Iolanda Balaş porte le record du monde féminin du saut en hauteur à 1,85 mètre.
  - (Sport automobile): le pilote écossais Jim Clark dispute son premier Grand Prix de Formule 1 — le Grand Prix des Pays-Bas, sur le Circuit de Zandvoort — au volent d'une Lotus-Climax, pour remplacer John Surtees, qui dispute encore des courses de moto. (Résultat : Abandon au 42e tour / transmission).
- 1982 :
  - (Formule 1) : Grand Prix automobile de la côte est des États-Unis.
- 1992 :
  - (Rugby à XV) : le RC Toulon remporte le Championnat de France en s'imposant 19-14 en finale face au Biarritz olympique.
- 1993 :
  - (Football) : inauguration du Stade Michel-d'Ornano à Caen.
- 1998 :
  - (Sport automobile) : départ de la soixante-sixième édition des 24 Heures du Mans.

### XXIesiècle
- 2007 :
  - (Football) : au stade de l'Abbé-Deschamps à Auxerre, l'équipe de France bat la Géorgie 1-0 (but de Samir Nasri) en match éliminatoire de l'Euro 2008, et reste en tête du groupe B.
  - (Hockey sur glace) : en Ligue nationale de hockey, les Ducks d'Anaheim gagnent leur première Coupe Stanley en battant lors de la cinquième rencontre de la finale, disputée à Ottawa, les Sénateurs d'Ottawa sur le score de 6 à 2. Scott Niedermayer obtient le trophée Conn-Smythe du joueur le plus utile des séries.
- 2008 :
  - (Athlétisme) : au stade du Bislett à Oslo, en Norvège, l'Éthiopienne Tirunesh Dibaba bat le record du monde du 5000 m en 14 min 11 s 15, (ancien record 14 min 16 s 63 en 2007 par Meseret Defar).
- 2009 :
  - (Rugby à XV) : au Stade de France à Saint-Denis, l'USA Perpignan remporte son 7e Bouclier de Brennus sur le score de 22-13 face à l'ASM Clermont Auvergne pour la 4e finale du Top 14 et la 110e finale du Championnat de France de rugby à XV.
- 2015 :
  - (Athlétisme /Record du monde) : la Chinoise Liu Hong bat le record du monde du 20 km marche en 1 h 24 min 38 s, a annoncé la IAAF. Une performance réalisée lors d'une réunion d'athlétisme à La Corogne en Espagne.
  - (Escrime /Championnats d'Europe) : le fleurettiste italien Andrea Cassarà devient champion d'Europe en battant son compatriote Daniele Garozzo 15 touches à 11. La Russe Violetta Kolobova s'impose face à l'Italienne Rossella Fiamingo 15 touches à 12.
  - (Football) :
    - (Coupe du monde féminine) : début de la 7e édition de la Coupe du monde de football féminin qui se déroule au Canada.
    - (Ligue des champions) : le FC Barcelone remporte la Ligue des champions aux dépens de la Juventus Turin à Berlin (3-1). C'est la 5e victoire dans la compétition pour le Barça.

  - (Tennis /Grand Chelem) : pour la 3e fois de sa carrière après 2002 et 2013, Serena Williams remporte Roland-Garros. L’Américaine a dominé la Tchèque Lucie Šafářová en finale (6-3, 6-7, 6-2). Il s’agit du 20e titre du Grand Chelem de la numéro un mondiale.
- 2019 :
  - (Tennis /Grand Chelem) : sur l'édition 2019 du tournoi de Roland Garros, en finale du double mixte, victoire de la Taïwanaise Chan Yung-jan associée au Croate Ivan Dodig face à son compatriote Mate Pavić associé à la Canadienne Gabriela Dabrowski (6-1, 7-6⁵).
- 2021 :
  - (Athlétisme /Record du monde) : au meeting de Hengelo aux Pays-Bas qui se déroule au Stade Fanny-Blankers-Koen, la Néerlandaise Sifan Hassan établit un nouveau Record du monde du 10 000 mètres en 29 min 17 s 45[1].
  - (Compétition automobile /Formule 1) : sur le Grand Prix automobile d'Azerbaïdjan disputé sur le circuit urbain de Bakou, victoire du Mexicain Sergio Pérez qui s'impose devant l'Allemand Sebastian Vettel et le Français Pierre Gasly à l'issue d'une course folle[2].
  - (Hockey sur glace /Mondial) : en finale du Championnat du monde de hockey sur glace, le Canada s'impose face à la Finlande 3-2 après prolongation. Les États-Unis prennent sur la 3e place.
  - (Judo /Mondiaux) : début de la 38e édition des championnats du monde de judo qui ont lieu jusqu'au 13 juin 2021 à Budapest en Hongrie. Sur la 1re journée, chez les femmes en -48kg, victoire de la Japonaise Natsumi Tsunoda et chez les hommes en -60kg, victoire du Russe Yago Abuladze.
- 2023 :
  - (Golf /Circuit professionnel de golf masculin) : le PGA Tour, le European Tour et le LIV Golf conviennent d’une fusion, mettant fin à leur litige en cours[3].

## Naissances

### XIXesiècle
- 1856 :
  - George Lacy Hillier, cycliste britannique. Pionnier du cyclisme et journaliste sportif. († 11 février 1941).
- 1887 :
  - Germaine Golding, joueuse de tennis franco-britannique. († 14 août 1973).
- 1898 :
  - Domingo Gómez-Acedo, footballeur espagnol. Médaillé d'argent aux Jeux d'Anvers 1920. (11 sélections en équipe nationale). († 14 septembre 1980).

### XXesièclede1901à1950
- 1901 :
  - Henri Evrot bobeur français. († ?).
- 1907 :
  - Bill Dickey, joueur de baseball américain. († 12 novembre 1993).
- 1908 :
  - Giovanni Bracco, pilote de courses automobile italien. († 6 août 1968).
- 1910 :
  - René Le Grevès, cycliste sur route et sur piste français. Médaillé d'argent de la poursuite par équipes aux Jeux de Los Angeles 1932. († 25 février 1946).
- 1923 :
  - Ivor Bueb, pilote de courses automobile d'endurance britannique. Vainqueur des 24 Heures du Mans 1955 et 1957. († 1er août 1959).
- 1932 :
  - B. H. Born, basketteur américain. Champion du monde de basket-ball 1954. († 3 février 2013).
- 1933 :
  - Karimou Djibrill, footballeur togolais. († 3 juillet 2019)
  - Daniel Ferrand, footballeur français. († 3 juillet 2023).
- 1935 :
  - Jon Malcolm Henricks, nageur australien. Champion olympique du 100 m nage libre et du relais 4 × 200 m nage libre aux Jeux de Melbourne 1956.
- 1939 :
  - Eddie Giacomin, hockeyeur sur glace canadien.
- 1940 :
  - Willie-John McBride, joueur de rugby à XV irlandais. Vainqueur du Tournoi des cinq nations 1974. (63 sélections en équipe nationale).
- 1942 :
  - Franck Fiawoo, footballeur togolais. († 20 juin 2008).
- 1944 :
  - Tommie Smith, athlète de sprint américain. Champion olympique du 200 m aux Jeux de Mexico 1968.
- 1945 :
  - Gérard Cholley, joueur de rugby à XV français. Vainqueur du Grand Chelem 1977. (31 sélections en équipe de France).
- 1947 :
  - Ada Kok, nageuse néerlandaise. Médaillée d'argent du 100 m papillon et du relais 4 × 100 m 4 nages aux Jeux de Tokyo 1964 puis championne olympique du 200 m papillon aux Jeux de Mexico 1968. Championne d'Europe de natation du 100 m papillon et médaillée d'argent du relais 4 × 100 m 4 nages 1962 puis Championne d'Europe de natation du 100 m papillon et du relais 4 × 100 m 4 nages et ensuite médaillée d'argent du 400 m nage libre 1966.

### XXesièclede1951à2000
- 1951 :
  - Pieter Heerema, navigateur néerlandais.
  - Noritake Takahara, pilote de courses automobile d'endurance japonais.
- 1952 :
  - Jean Hamel, hockeyeur sur glace canadien.
- 1953 :
  - Walter Novellino, footballeur puis entraîneur italien. (1 sélection en équipe nationale).
- 1954 :
  - Allan Hewson, joueur de rugby néo-zélandais. (34 sélections en équipe nationale).
  - Wladyslaw Zmuda, footballeur polonais. Médaillé d'argent aux Jeux de Montréal 1976. (86 sélections en équipe nationale).
- 1956 :
  - Björn Borg, joueur de tennis suédois. Vainqueur des tournois de Roland Garros 1974, 1975, 1978, 1979, 1980, 1981, des tournois de Wimbledon 1976, 1977, 1978, 1979, 1980, des Masters 1979 et 1980, de la Coupe Davis 1975.
- 1959 :
  - Andreï Prokofiev, athlète de haies soviétique. Champion olympique du 110 m haies aux Jeux de Moscou 1980. Champion d'Europe d'athlétisme du relais 4 × 100 m et médaillé d'argent du 110 m haies 1982. († 19 juin 1989).
  - Dave Schultz, lutteur américain. Champion olympique de libre des -74 kg aux Jeux de Los Angeles 1984. Champion du monde de lutte des -74 kg 1983. († 26 janvier 1996).
  - Pascal Thiebaut, athlète français. Champion de France du 1500 mètres en plein air en 1984, 1985, 1986 et 1992 et en salle en 1991.
- 1962 :
  - Grant Fox, joueur de rugby néo-zélandais. Champion du monde de rugby à XV 1987. (46 sélections en équipe nationale).
  - Michel Tachdjian, joueur de rugby français. (3 sélections en équipe de France).
- 1963 :
  - Vincent Collet basketteur puis entraîneur français. (17 sélections en équipe de France). Sélectionneur de l'équipe de France depuis 2009. Médaillé de bronze au mondial 2014. Médaillé d'argent à l'Euro 2011, champion d'Europe de basket-ball 2013 puis médaillé de bronze à l'Euro 2015.
- 1965 :
  - Tommy Amaker, basketteur puis entraîneur américain. Champion du monde de basket-ball masculin 1986. (10 sélections en équipe nationale).
  - Cam Neely, hockeyeur sur glace puis dirigeant sportif canadien.
  - Peter Slattery, joueur de rugby australien. (17 sélections en équipe nationale).
- 1969 :
  - Fernando Redondo, footballeur argentin. Vainqueur de la Copa América 1993, des Ligue des champions 1998, 2000 et 2003. (29 sélections en équipe nationale).
- 1970 :
  - Krzysztof Mila, basketteur polonais.
- 1971 :
  - Stéphane Ouellet, boxeur canadien. Champion du monde de basket-ball masculin 1986.
- 1972 :
  - Noriaki Kasai, sauteur à ski japonais. Médaillé d'argent du tremplin par équipes aux Jeux de Lillehammer 1994. Champion du monde de vol à ski en individuel 1992.
- 1973 :
  - Peggy Bouchet, navigatrice française.
- 1975 :
  - Niklas Sundström, hockeyeur sur glace suédois. (63 sélections en équipe nationale).
- 1976 :
  - Gennadiy Chernovol, athlète de sprint kazakh. Champion d'Asie d'athlétisme du 200 m 2002
  - Ed Jovanovski, hockeyeur sur glace canadien. Champion olympique aux Jeux de Salt Lake City 2002.
- 1979 :
  - Solenne Figuès, nageuse française. Médaillée de bronze du 200 m nage libre aux Jeux d'Athènes 2004. Championne du monde de natation du 200 m nage libre 2005. Championne d'Europe de natation du 4 × 100 m nage libre 2004.
  - Filipo Levi, joueur de rugby samoan. (27 sélections en équipe nationale).
- 1980 :
  - Ricardo Oliveira, footballeur brésilien. Vainqueur de la Copa América 2004, de la Coupe UEFA 2004. (15 sélections en équipe nationale).
- 1981 :
  - Charles Diers, footballeur français.
  - Jackson Vroman, basketteur libano-américain. († 29 juin 2015).
- 1982 :
  - Marian Oprea, athlète de sauts roumain. Médaillé d'argent du triple saut aux Jeux d'Athènes 2004.
  - William Ryder, joueur de rugby à XV et de rugby à sept fidjien. Champion du monde de rugby à sept 2005. (113 sélections avec l'équipe de rugby à sept).
- 1983 :
  - Juan Manuel Leguizamón, joueur de rugby à XV argentin. (75 sélections en équipe nationale).
  - Joe Rokocoko, joueur de rugby à XV néo-zélandais. Vainqueur des Tri-nations 2003, 2005, 2006, 2007 et 2008. (68 sélections en équipe nationale).
- 1985 :
  - Sebastian Larsson, footballeur suédois. (87 sélections en équipe nationale).
- 1987 :
  - Niklas Hjalmarsson, hockeyeur sur glace suédois. Médaillé d'argent aux Jeux de Sotchi 2014.
  - Jenna O'Hea, basketteuse australienne. Médaillée de bronze aux Jeux de Londres 2012
  - Rubin Okotie, footballeur autrichien. (18 sélections en équipe nationale).
  - Cássio Ramos, footballeur brésilien. Vainqueur de la Copa Libertadores 2012. (1 sélection en équipe nationale).
  - Ruddy Zang-Milama, athlète de sprint gabonaise. Championne d'Afrique d'athlétisme du 100 m 2012
- 1988 :
  - Ryan Brathwaite, athlète de haies barbadien. Champion du monde d'athlétisme du 110 m haies 2009.
  - Teerasil Dangda, footballeur thaïlandais. (96 sélections en équipe nationale).
  - Arianna Errigo, fleurettiste italienne. Championne olympique du fleuret par équipes et médaillée d'argent en individuelle aux Jeux de Londres 2012. Championne du monde d'escrime du fleuret par équipes 2009 et 2010 puis championne du monde d'escrime du fleuret individuel et par équipes 2013 et 2014. Championne d'Europe d'escrime du fleuret par équipes 2009, 2010, 2011, 2012 et 2015 puis championne d'Europe d'escrime du fleuret individuel 2016.
- 1989 :
  - Florian Raspentino, footballeur franco-algérien.
  - Robert Sacre, basketteur américano-canadien.
  - James Slipper, joueur de rugby à XV australien. Vainqueur du The Rugby Championship 2015. (82 sélections en équipe nationale).
- 1990 :
  - Manon Bigot, joueuse de rugby à XV française. (9 sélections en équipe de France).
  - Paige Hareb, surfeuse néo-zélandaise.
- 1991 :
  - Bastien Ader, joueur de rugby à XIII français. (8 sélections en équipe de France).
- 1992 :
  - Yannick Ifébé, épéiste handisport français. Champion olympique par équipes aux Jeux de Rio 2016.
  - Sidy Koné, footballeur malien. (3 sélections en équipe nationale).
  - Mitch McGary, basketteur américain.
  - Birama Touré, footballeur malien. (10 sélections en équipe nationale).
- 1994 :
  - David Michineau, basketteur français.
  - Yvon Mvogo, footballeur helvético-camerounais. (4 sélections avec l'équipe de Suisse).
- 1997 :
  - Sipili Falatea, joueur de rugby à XV français. Vainqueur du Challenge européen 2019. (12 sélections en équipe de France).
  - Isak Pettersson, footballeur suédois. (2 sélections en équipe nationale).
  - Akane Yamaguchi, joueuse de badminton japonaise. Championne du monde de badminton en simple 2021 et 2022.
- 1998 :
  - Dimitry Bertaud, footballeur français.
  - Abdul Mumin, footballeur ghanéen.
- 1999 :
  - Alessandro Buongiorno, footballeur italien.
  - Niklas Vesterlund,  footballeur danois.
- 2000 :
  - Hampus Finndell, footballeur suédois.

### XXIesiècle
- 2001 :
  - Rayan Aït-Nouri, footballeur franco-algérien. (1 sélection avec l'équipe d'Algérie).
- 2002 :
  - Imane Saoud, footballeuse franco-marocaine. (18 sélections avec l'équipe du Maroc).
- 2003 :
  - Sverre Sandal, footballeur norvégien.
- 2004 :
  - Nikola Iliev, footballeur bulgare. (2 sélections en équipe nationale).

## Décès

### XXesièclede1901à1950
- 1907 :
  - Malcolm McVean, 36 ans, footballeur écossais. (° 7 mars 1871).
- 1941 :
  - Louis Chevrolet, 62 ans, pilote de courses automobile et entrepreneur automobile helvético-franco-américain. Fondateur de la marque Chevrolet. (° 25 décembre 1878).

### XXesièclede1951à2000
- 1962 :
  - John Rimmer, 84 ans, athlète de haies et d'équipes britannique. Champion olympique du 4 000 m steeple et du 5 000 m par équipes aux Jeux de Paris 1900. (° 27 avril 1878).
- 1971 :
  - Lauro Amadò, 59 ans, footballeur suisse. (54 sélections en équipe nationale). (° 15 mars 1912).
- 1976 :
  - David Jacobs, 88 ans, athlète de sprint britannique. Champion olympique du relais 4 × 100 m aux Jeux de Stockholm 1912. (° 30 avril 1888).
- 1979 :
  - Janina Kurkowska-Spychajowa, 78 ans, archère polonaise. Championne du monde de tir à l'arc en individuelle et par équipes 1933, 1934, 1939, championne du monde de tir à l'arc en individuelle 1936 et 1947 puis championne du monde de tir à l'arc par équipes 1938. (° 8 février 1901).
- 1991 :
  - François Noguères, 79 ans, joueur de rugby à XIII français. Vainqueur de la Coupe d'Europe des nations de rugby à XIII 1939. (8 sélections en équipe de France). (° 2 mai 1912).
- 1994 :
  - Miloud Hadefi, 45 ans, footballeur algérien. (46 sélections en équipe nationale). (° 12 mars 1949).
- 2000 :
  - William McMillan, 71 ans, tireur au pistolet américain. Champion olympique à 25 m aux Jeux de Rome 1960. (° 29 janvier 1929).

### XXIesiècle
- 2002 :
  - Bernard Destremau, 85 ans, joueur de tennis puis homme politique français. Député du Parlement français de 1967 à 1974. Secrétaire d'État aux affaires étrangères de 1974 à 1976. (° 11 février 1917).
- 2012 :
  - Vladimir Kroutov, 52 ans, hockeyeur sur glace soviétique puis russe. Médaillé d'argent aux Jeux de Lake Placid 1980 puis champion olympique aux Jeux de Sarajevo 1984 et aux Jeux de Calgary 1988. Champion du monde de hockey sur glace 1981, 1982, 1983, 1986, 1989 et 1990. (° 1er juin 1960).
  - Manuel Preciado, footballeur puis entraîneur espagnol. (° 28 août 1957).
- 2013 :
  - Esther Williams, 91 ans, nageuse américaine (° 8 août 1921).